# Партия националистического движения
Партия националистического движения (тур. Milliyetçi Hareket Partisi, MHP) — ультраправая неофашистская политическая партия в Турецкой Республике. Создана в 1969 году Алпарсланом Тюркешем на основе Республиканской крестьянской национальной партии. Стоит на позициях пантюркизма и праворадикальной идеологии Третьего пути. В 1970-е акцентировала антикоммунизм и антисоветизм, участвовала в системе Гладио. Запрещена после военного переворота 1980. Возобновила деятельность при возврате к конституционным порядкам. В 1990-х переключилась на противодействие курдскому сепаратистскому движению. Занимает крайне правый фланг турецкой политической системы. Располагает военизированной молодёжной организацией Серые волки. Длительное время находилась в оппозиции Реджепу Тайипу Эрдогану, но с середины 2010-х годов вступила с ним в союз. После кончины Алпарслана Тюркеша председателем партии является Девлет Бахчели.

## Предыстория
В 1930—1940-х годах, видным деятелем праворадикального национализма являлся офицер сухопутных войск Алпарслан Тюркеш. Осенью 1944 года он был привлечён к судебной ответственности за пропаганду расизма и фашизма.
В 1948 году маршал Февзи Чакмак, известные политики Осман Бёлюкбаши, Энис Акйген, профессора Юсуф Хикмет Баюр, Кенан Онер и генерал Садык Алдоган демонстративно порвали с правоцентристской Демократической партией и объявили о создании более жёсткой Национальной партии. В 1954 году партия была запрещена по решению суда по тяжким преступлениям города Анкары за нарушение принципа секуляризма, установленного Ататюрком.
Сразу после запрета Осман Бёлюкбаши учредил Республиканскую национальную партию. 16 октября 1958 года она объединилась с Турецкой крестьянской партией в Республиканскую крестьянскую национальную партию (CKMP).
Эти процессы отражали политическую консолидацию турецких крайних националистов. На том этапе их структуры придерживались консервативной и традиционалистской идеологии.
27 мая 1960 года в результате военного переворота было свергнуто правительство Демократической партии во главе с Аднаном Мендересом. В перевороте активно участвовал полковник Тюркеш. Однако ультраправый радикализм привёл Тюркеша к конфликту с новыми властями и отправке с военной миссией в Индию.
В 1963 году Тюркеш возвратился в Турцию. На следующий год он вступил в Республиканскую крестьянскую национальную партию. 1 августа 1965 года Тюркеш стал председателем CKMP. Под его руководством консервативная партия изменила свой характер, превратившись в праворадикальную. На съезде 9 февраля 1969 года CKMP была переименована в Партию националистического движения (Milliyetçi Hareket Partisi, MHP, ПНД).

## Идеология и программа
Базовые принципы Партии националистического движения были изложены Алпарсланом Тюркешем ещё в 1965 году в т. н. «Доктрине Девяти Лучей»: национализм, идеализм, коллективизм, аграризм, сциентизм, народность, индустриализм, свобода и прогресс.
Первоочередным принципом являлся национализм: примат ценностей турецкой нации, сформировавшихся на базе смешения различных культур, понимание турецкого общественного уклада как высшей социальной формы, первичность национального начала в государствообразующем процессе. Партия особо подчёркивала принцип территориальной целостности и унитарное устройство Турецкой Республики. Важное место в партийной доктрине занимает пантюркизм: ПHД выступает за объединение Тюркского мира под эгидой Турции.
Религиозная сторона при этом стоит на втором плане, уступая приоритет этнокультурному фактору. ПHД выражает приверженность исламу, но настаивает на соблюдении принципа секуляризма и терпимости отношении к иным конфессиям и верованиям.
Крайний антикоммунизм совмещается с заметными антикапиталистическими и эгалитарными мотивами. Принципы коллективизма и социальной справедливости, внесённые в программу партии, сочетаются с призывами к максимальному распространению частной собственности, всемерной поддержкой малого предпринимательства и корпоративистскими концепциями.
В государственно-политическом устройстве Тюркеш был сторонником сильной авторитарной власти, способной последовательно проводить националистическую политику. Он выступал за военную диктатуру, затем за президентскую республику. Парадоксальным образом последняя установка была взята на вооружение — со ссылкой на Тюркеша — политическими противниками ПHД из исламистской Партии справедливости и развития Реджепа Тайипа Эрдогана.

## Организационная структура
Партия националистического движения состоит из провинциальных организаций (İl Teşkilâtı), которые подразделяются на окружные. Высший орган ПНД — Великий конгресс (Büyük Kongre). Между Великими конгрессами руководство осуществляет Центральный исполнительный комитет (Merkez Yönetim Kurulu). Высший контрольный орган — Центральный дисциплинарный комитет (Merkez Disiplin Kurulu).
Высшие органы провинциальных организаций — провинциальные конгрессы (İl Kongresi). Оперативное руководство парторганизациями осуществляют провинциальные исполнительные комитеты (İl Yönetim Kurulu), контрольные функции исполняют провинциальные контрольные комиссии (İl Disiplin Kurulu). Окружными организациями руководят окружные конгрессы (İlçe Kongresi), в промежутках между ними — окружные исполнительные комитеты (İlçe Yönetim Kurulu).
По состоянию на начало 2013 года численность Партии националистического движения составляла 363393 человека
Отличительная особенность структуры — широкие полномочия председателя. Основатель ПHД Алпарслан Тюркеш являлся культовой фигурой движения, имел партийный титул Başbuğ — Вождь — и принимал решения практически единолично. После кончины Тюркеша 4 апреля 1997 года председательский пост временно занимали Мухиттин Чолак (апрель — июнь 1997) и Йылдырым Тугрул Тюркеш-младший (июнь — июль 1997). 6 июля 1997 председателем Партии националистического движения был избран экономист Девлет Бахчели, одержавший верх над сыном основателя партии Йылдырымом Тугрулом Тюркешем.
Молодёжная организация ПHД — Серые волки (другое название: Ülkücülük, Идеалисты) — организована в качестве военизированного крыла партии. «Серые волки» — наиболее радикальное подразделение, склонное к экстремизму и насилию. В 1970-х годах боевики организации активно участвовали в политическом терроре. Мехмет Али Агджа, Абдулла Чатлы, Халук Кырджи, Орал Челик приобрели одиозную известность на общенациональном и международном уровне.

## Политическая история

### 1970-е годы. Антикоммунизм и «Гладио»
Первоначально электоральные результаты ПНД были весьма скромными. На парламентских выборах 1969 и 1973 партия получила соответственно 3 % и 3,4 %, что означало в первом случае 1, во втором 3 депутатских мандата. Но активная внепарламентская работа, прежде всего с молодёжью, мелкими предпринимателями и люмпенизированными слоями и общее обострение политической ситуации усилили позиции ультранационалистов. ПНД стала коалиционным партнёром правоконсервативной Партии справедливости, в 1975 году Алпарслан Тюркеш получил пост вице-премьера в правительстве Сулеймана Демиреля. (Интересно при этом, что Партия справедливости происходила от Демократической партии 1950-х, а Демирель являлся «политическим наследником» Мендереса, в свержении которого участвовал Тюркеш.)
Выборы 1977 года обозначили заметный подъём ПHД — партия получила более 6,4 % голосов и 16 мест в парламенте.

Нельзя не принимать во внимание ни результат Партии справедливости, ни вызывающее беспокойство увеличение количества голосов, поданных за группировку Тюркеша, этого верного последыша Гитлера.

Вторая половина 1970-х годов прошла в Турции под знаком крупномасштабного политического насилия. Неофашисты ПHД, особенно «Серые волки», активно участвовали в уличных столкновениях с коммунистами и леворадикалами, а также в террористических актах. За 1976—1980 в Турции погибли более 5 тысяч человек. Считается, что Алпарслан Тюркеш стоял во главе оперативной системы «Контргерилья» — турецкого подразделения международной антикоммунистической системы Гладио.
Националисты также несли потери в ходе политического террора. Так, 27 мая 1980, был убит коммунистическими боевиками заместитель председателя ПHД, бывший министр Гюн Сазак.

### Переворот 1980
12 сентября 1980 года командование турецких вооружённых сил во главе с генералом Кенаном Эвреном совершило государственный переворот. Политический радикализм как левого, так и правого толка был жёстко подавлен военными. Алпарслан Тюркеш (как и Сулейман Демирель) подвергся аресту и тюремному заключению. Политические партии, включая ПHД, были запрещены. При этом политика военного режима носила авторитарно-националистический и антикоммунистический характер.

Идеология партии у власти, члены партии в тюрьме.

Агах Октай Гюнер, активист ПHД в 1980

### Вторая половина 1980-х. Восстановление партии
Алпарслан Тюркеш освободился из тюрьмы в 1985 году. Деятельность Партии националистического движения восстанавливалась медленно и постепенно. Дважды было сменено название — Muhafazakar Parti (Консервативная партия, 1983), Milliyetçi Çalışma Partisi (Национальная партия труда, 1985), восстановить историческое наименование партии удалось только в 1993. Многие члены ПHД перешли в правоконсервативные или в исламистские организации.
К выборам 1983 и 1987 Тюркеш и его сторонники не были допущены, в 1991 и 1995 могли участвовать только в составе исламистской Партии благоденствия Неджметтина Эрбакана. В 1991 году Алпарслан Тюркеш снова был избран в парламент.

### 1990—2000-е. Электоральная динамика
На выборах 1995 ПHД собрала более 8 %, однако не получила представительства в парламенте.
Успешными для Партии националистического движения стали выборы 1999 года, которые проходили уже после кончины Тюркеша. Под руководством Девлета Бахчели ПHД вышла на второе место с 18 % голосов. ПНД вошла в правительственную коалицию с левоцентристской Демократической левой партией. Бахчели занял пост вице-премьера в правительстве Бюлента Эджевита. Странный союз турецких ультраправых с турецкими левоцентристами отражал общие опасения перед перспективой подъёма исламистов.
Выборы 2002 года принесли успех исламистам. Партия националистического движения получила лишь 8,3 % голосов и утратила представительство в парламенте.
На выборах 2007 года ПHД улучшила позиции, собрав 14,3 % и получив 71 депутатский мандат.
На выборах 2011 года Партия националистического движения получила поддержку 13 % избирателей и сохранила 53 депутатских мандата из 550. В тот период ПHД являлась третьей по влиянию политической партией Турции. Согласно исследованиям, за националистов преимущественно голосуют люди со средним образованием, чаще молодые мужчины. Наибольшим влиянием партия пользуется в Анатолии, регионах Чёрного и Эгейского морей.

## Эволюция политического курса
Под руководством Девлета Бахчели ПHД прошла заметную эволюцию. Новый лидер попытался несколько сместить этнонационалистические мотивы в пользу геополитических и социальных. В связи с дезактуализацией коммунистической угрозы объективно снизилось значение антикоммунизма. На первый план выведены мотивы национального единства и целостности, сохранения турецкой культуры (Бахчели с большой насторожённостью относится к проекту присоединения Турции к Евросоюзу), жёсткого противодействия сепаратизму, прежде всего курдскому. После захвата Абдуллы Оджалана турецкими спецслужбами в феврале 1999 Бахчели от имени партии требовал для него смерти через повешение.
ПНД поддерживает Азербайджан в противостоянии с Арменией, осуждают контакты официальной Анкары с Ереваном. Согласно ряду публикаций, ПНД и «Серые волки» поддерживали тесные контакты с генералом Дудаевым и чеченскими сепаратистами. герб Ичкерии — волк — был предложен ему представителями этой организации во время визита покойного чеченского лидера на Северный Кипр.
В 2000-х и начале 2010-х годов Партия националистического движения резко критиковала Реджепа Тайипа Эрдогана и его консервативно-исламистскую Партию справедливости и развития (AKP) — за расходную финансовую политику, внешнеполитическую оглядку на США, недостаточно решительную поддержку Арабской весны. ПHД выражала определённую симпатию движению Фетхуллаха Гюлена. Между Бахчели и Эрдоганом отмечалась резкая полемика, причём со стороны лидера ПНД звучали откровенные угрозы. В этом противостоянии сказывалась не только ситуативная конкуренция, но и традиционная враждебность неофашистов и клерикалов.
На президентских выборах 2014 Партия националистического движения поддержала кандидатуру учёного-химика и дипломата Экмеледдина Исханоглу. Характерно, что ультраправые националисты вновь пошли на блок с левоцентристскими республиканцами в противостоянии исламистам. Однако Исханоглу занял второе место, уступив Эрдогану.

## Альянс с партией Эрдогана
Парламентские выборы 2015 года укрепили позиции Партии националистического движения. Количество голосов, поданных за ПНД, увеличилось почти на 2 миллиона. Партия получила поддержку 16,3 % избирателей и 80 депутатских мандатов. Члены партии вошли в состав временного (до выборов) правительства Турции в августе 2015 года. Обозначился новый курс Бахчели — на сближение с президентом Эрдоганом и его AKP.
В парламенте не удалось создать устойчивое правительственное большинство, и в ноябре 2015 года состоялись досрочные выборы. Партия националистического движения понесла электоральные потери: за неё проголосовали 11,9 %, что обеспечило 40 депутатских мест. Стало очевидно, что значительная часть электората ПHД отвергает союз с исламистами. Однако Бахчели продолжил взятый курс. Перед Конституционным референдумом 2017 года партия агитировала за принятие поправок к конституции, существенно увеличивавших властных полномочий президента Турции. В 2016 при попытке переворота против Эрдогана Девлет Бахчели от имени ПНД осудил мятеж и поддержал президента.
Сближение Бахчели с Эрдоганом, фактическая поддержка политики исламизации привела к расколу ПНД. Последовательные сторонники светского национализма во главе с Мераль Акшенер порвали с Партией националистического движения и учредили Хорошую партию (IYI).
На парламентских выборах 2018 года Партия националистического движения выступала в составе Народного альянса, в котором доминировала Партия справедливости и развития. Таким образом, под руководством Бахчели ПНД полностью изменила ориентацию и вступила в коалицию с исламистами Эрдогана. На этих выборах ПHД получила около 11 % голосов и 49 мандатов (недавно созданная IYI — почти 10 % и 43 мандата).
ПНД поддержала Азербайджан во Второй карабахской войне, одобря позицию президента Эрдогана. Партия осуждает военную операцию России в Сирии и вторжение России на Украину. Настороженно относится к США, возражает против участия Турции как в ЕС, так и в ШОС, выступает за формирование «Турецкого мира».
В 2023 на президентских и парламентских выборах ПНД вновь поддерживала Эрдогана и выступала в альянсе с его партией. Уровень поддержки остался примерно прежним - немногим более 10% голосов, но фракция ПНД в новом созыве парламента увеличилась на один мандат, до 50 депутатов. 2 июня 2023 Девлет Бахчели был утверждён и.о. председателя Великого национального собрания Турции.